# Arbanitis
Genre
Synonymes
- Hermeas Karsch, 1878
- Misgolas Karsch, 1878
- Dyarcyops Hogg, 1902
- Megalosara Rainbow, 1914

Arbanitis est un genre d'araignées mygalomorphes de la famille des Idiopidae.

## Distribution
Les espèces de ce genre sont endémiques d'Australie.

## Liste des espèces
Selon World Spider Catalog (version 18.5, 26/09/2017) :
- Arbanitis andrewsi (Hogg, 1902)
- Arbanitis baehrae (Wishart & Rowell, 2008)
- Arbanitis beaury Raven & Wishart, 2006
- Arbanitis beni (Wishart, 2006)
- Arbanitis billsheari (Wishart & Rowell, 2008)
- Arbanitis biroi (Kulczyński, 1908)
- Arbanitis bithongabel (Raven & Wishart, 2006)
- Arbanitis browningi (Wishart & Rowell, 2008)
- Arbanitis campbelli (Wishart & Rowell, 2008)
- Arbanitis cliffi (Wishart, 2006)
- Arbanitis crawfordorum (Wishart & Rowell, 2008)
- Arbanitis crispus (Karsch, 1878)
- Arbanitis davidwilsoni (Wishart & Rowell, 2008)
- Arbanitis dereki (Wishart, 1992)
- Arbanitis dougweiri (Wishart & Rowell, 2008)
- Arbanitis echo (Raven & Wishart, 2006)
- Arbanitis elegans Rainbow & Pulleine, 1918
- Arbanitis fredcoylei (Wishart & Rowell, 2008)
- Arbanitis gracilis Rainbow & Pulleine, 1918
- Arbanitis grayi (Wishart & Rowell, 2008)
- Arbanitis gwennethae (Wishart, 2011)
- Arbanitis helensmithae (Wishart & Rowell, 2008)
- Arbanitis hirsutus Rainbow & Pulleine, 1918
- Arbanitis horsemanae (Wishart, 2011)
- Arbanitis kampenae (Wishart, 2011)
- Arbanitis kirstiae (Wishart, 1992)
- Arbanitis linklateri (Wishart & Rowell, 2008)
- Arbanitis longipes (L. Koch, 1873)
- Arbanitis lynabra (Wishart, 2006)
- Arbanitis macei (Wishart & Rowell, 2008)
- Arbanitis maculosus (Rainbow & Pulleine, 1918)
- Arbanitis mascordi (Wishart, 1992)
- Arbanitis maxhicksi (Wishart & Rowell, 2008)
- Arbanitis melancholicus (Rainbow & Pulleine, 1918)
- Arbanitis michaeli (Wishart, 2006)
- Arbanitis milledgei (Wishart & Rowell, 2008)
- Arbanitis montanus Rainbow & Pulleine, 1918
- Arbanitis monteithi (Raven & Wishart, 2006)
- Arbanitis mudfordae (Wishart & Rowell, 2008)
- Arbanitis ornatus (Rainbow, 1914)
- Arbanitis papillosus (Rainbow & Pulleine, 1918)
- Arbanitis paulaskewi (Wishart, 2011)
- Arbanitis phippsi (Wishart, 2011)
- Arbanitis rapax (Karsch, 1878)
- Arbanitis raveni (Wishart & Rowell, 2008)
- Arbanitis robertcollinsi Raven & Wishart, 2006
- Arbanitis robertsi (Main & Mascord, 1974)
- Arbanitis rodi (Wishart, 2006)
- Arbanitis rowelli (Wishart, 2011)
- Arbanitis shawi (Wishart, 2011)
- Arbanitis sydjordanae (Wishart & Rowell, 2008)
- Arbanitis taiti (Wishart & Rowell, 2008)
- Arbanitis tannerae (Wishart, 2011)
- Arbanitis tarnawskiae (Wishart & Rowell, 2008)
- Arbanitis thompsonae (Wishart & Rowell, 2008)
- Arbanitis trangae (Wishart, 2006)
- Arbanitis villosus (Rainbow, 1914)
- Arbanitis watsonorum (Wishart & Rowell, 2008)
- Arbanitis wayorum (Wishart, 2006)
- Arbanitis weigelorum (Wishart & Rowell, 2008)
- Arbanitis yorkmainae (Wishart & Rowell, 2008)

## Systématique et taxinomie
Le genre Misgolas a été placé en synonymie avec Arbanitis par Rix, Raven, Main, Harrison, Austin, Cooper et Harvey en 2017.

## Publication originale
- L. Koch, 1874 : Die Arachniden Australiens. Nürnberg, vol. 1, p. 473-576 (texte intégral).